# Frank Ordenewitz
Frank Ordenewitz (* 25. březen 1965) je bývalý německý fotbalista.

## Reprezentační kariéra
Frank Ordenewitz odehrál za německý národní tým v roce 1987 celkem 2 reprezentační utkání.

## Statistiky
| Německo | Německo | Německo |
| Roky    | Záp.    | Góly    |
| ------- | ------- | ------- |
| 1987    | 2       | 0       |
| Celkem  | 2       | 0       |